# Salvia nemorosa
Sauge des forêts
Espèce
Classification APG III (2009)
Salvia nemorosa, la Sauge des forêts, est une espèce de plantes à fleurs de la famille des Lamiaceae. C'est une plante herbacée vivace pérenne est originaire de l'Europe centrale et de l'ouest de l'Asie.

## Description
Salvia nemorosa peut mesurer jusqu'à 60 cm de hauteur.
Les feuilles sont ovales, opposées, légèrement dentelées, et dégagent une forte odeur aromatique dès qu’on les effleure. 
Elle développe de nombreuses tiges verticales offrant une floraison apicale de juillet à octobre.
Les épis floraux sont longs et dressés, non ramifiés.
Les fleurs sont petites et nombreuses faisant de cette sauge une bonne plante mellifère.

## Culture
La sauge des forêts est une plante aromatique de plein soleil facile de culture une fois bien installée, c'est-à-dire 2 à 3 ans après sa plantation. On pourra alors la diviser.
Elle apprécie les sols drainants.
On la multiplie facilement par bouturage.
Le seul entretien consiste à tailler les branches mortes en début de saison (on les laisse en hiver pour protéger la plante du froid). On conseille également de rabattre les branches de fleurs fanées pour faciliter une nouvelle floraison.

## Utilisation
Plante très florifère, rustique et demandant peu d'entretien, elle est très utilisée par les jardiniers pour agrémenter les massifs. Il en existe des dizaines de cultivars allant du blanc au mauve en passant par le rose et le rouge.

## Propriétés
Une étude iranienne démontrerait que son extrait aqueux ou alcoolique aurait une action contre la douleur.

## Liste des espèces et sous-espèces
Selon World Checklist of Selected Plant Families (WCSP) (21 mai 2011) :
- Salvia nemorosa L. (1762)
  - sous-espèce Salvia nemorosa subsp. nemorosa
  - sous-espèce Salvia nemorosa subsp. pseudosylvestris (Stapf) Bornm. (1907)